# Teotónio de Ornelas Bruges, 1.º Conde de Praia da Vitória

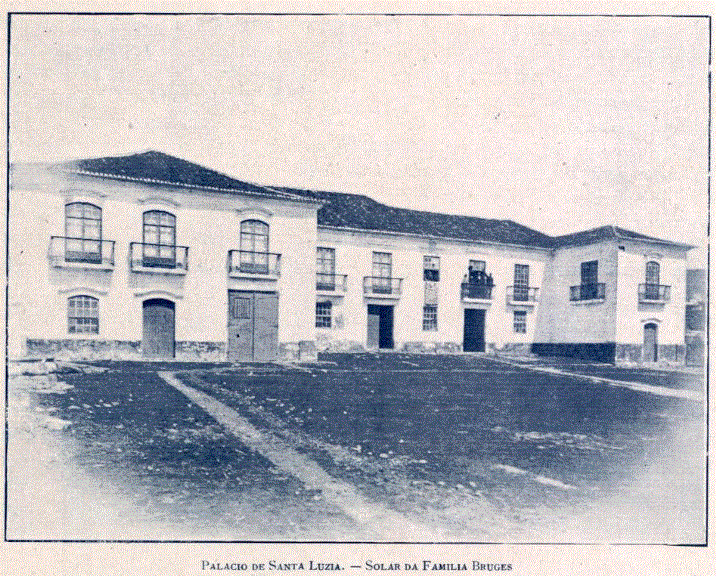
Solar dos Condes da Praia (c. 1903). O edifício localizava-se nos terrenos do atual Observatório José Agostinho, em Santa Luzia.

Teotónio de Ornelas Bruges Paim da Câmara (Angra, Palácio de Santa Luzia, 25 de Abril de 1807 – Angra do Heroísmo, Palácio de Santa Luzia, 25 de Outubro de 1870), 1.º visconde de Bruges e 1.º conde da Praia, de seu nome completo Teotónio Simão de Ornelas Bruges Paim da Câmara de Ávila e Noronha Ponce de Leão Borges de Sousa e Saavedra, foi um notável vulto da história local terceirense e da história nacional que desempenhou um papel determinante no sucesso da causa liberal nos Açores e no arranque do processo que levaria à vitória do liberalismo na guerra civil portuguesa. Sendo um rico terratenente da ilha Terceira, a sua adesão foi determinante no sucesso da causa liberal na ilha. Liderou, com apenas 21 anos de idade, o movimento político-militar de 22 de Junho de 1828 que restaurou o liberalismo na Terceira e abriu caminho para que a ilha se transformasse no trampolim a partir do qual a causa liberal se imporia em Portugal. Encarregue de diversas missões determinantes para o sucesso da causa e seu principal financiador, foi por duas vezes Secretário de Estado dos Negócios da Guerra do governo da Regência de Angra. Posteriormente, ocupou diversos cargos governativos nos Açores, entre os quais presidente da Câmara Municipal de Angra do Heroísmo, sendo nessa função o primeiro presidente de Câmara eleito no país, e administrador-geral do Distrito de Angra do Heroísmo. Foi eleito deputado às Cortes para a legislatura de 1834 a 1836 pela Província Ocidental dos Açores, sendo entretanto feito Par do Reino a 1 de Outubro de 1835, um dos primeiros a receber tal distinção após a implantação da Monarquia Constitucional. Era figura destacada da Maçonaria.

## Biografia
Teotónio de Ornelas Bruges Paim da Câmara nasceu na freguesia de Santa Luzia, da cidade de Angra, a 25 de Abril de 1807, filho de André Eloy Homem da Costa Noronha e de Rita Pulquéria de Ornelas Bruges Paim da Câmara, ambos da melhor aristocracia açoriana. 
A sorte fez de Teotónio o herdeiro de pelo menos 25 vínculos diversos, criando nele o maior morgado terceirense e o mais rico terratenente da ilha. Esta posição transformou-o no mais influente homem da ilha, já que contava entre os seus rendeiros e foreiros boa parte dos lavradores terceirenses.
Cedo aderiu à causa liberal, provavelmente por convívio com os deportados trazidos para Angra pela fragata Amazona. A sua riqueza permitindo-lhe ocupar rapidamente lugares de liderança entre os poucos liberais da ilha. Essa posição permitiu-lhe, com apenas 21 anos de idade, ser o líder incontestado da revolta liberal de Angra, um movimento político-militar que com a colaboração do Batalhão de Caçadores n.º 5, então aquartelado no Castelo de São João Baptista do Monte Brasil, restaurou a 22 de Junho de 1828 o liberalismo na Terceira.
Quando a Terceira ficou isolada como único bastião liberal da monarquia portuguesa, com um governo totalmente desprovido de recursos, empenhou toda a sua fortuna na defesa da causa do liberalismo, sustentando à sua custa as tropas aquarteladas na ilha e mantendo o funcionamento da estrutura administrativa até que fosse possível a chegada de reforços. Apesar da sua juventude, foi-lhe por duas vezes confiado cargo de Secretário de Estado dos Negócios da Guerra do governo da Regência de Angra, sendo nessas funções responsável pela manutenção das forças sitiadas na ilha.
Quando em 1831 se tornou necessário enviar uma deputação a Paris, onde se encontrava então a jovem rainha D. Maria II, para lhe jurar fidelidade em nome dos liberais acantonados na Terceira, a presidência coube a Teotónio Paim de Bruges. Empreendeu então a perigosa viagem, sempre com risco de apresamento pelas forças portuguesas afectas a D. Miguel I, tendo-se havido brilhantemente na sua missão, convidando D. Pedro IV a assumir pessoalmente o comando das forças liberais. Deixou uma impressão tal junto do soberano que terá contribuído para a sua decisão de partir para aos Açores e dali lançar a sua ofensiva.
Durante a sua missão a Paris, esteve em Inglaterra e França a acompanhar o exército liberal emigrado e o próprio D. Pedro IV.
Após o seu regresso a Angra, desempenhou as funções de membro da Junta Consultiva e recebeu no seu palácio de Santa Luzia (sito no local onde hoje existe o Observatório Meteorológico José Agostinho) o imperador D. Pedro IV, sendo o principal apoio local na organização da recepção real.
Por decreto real de 7 de Dezembro de 1832 foi nomeado presidente da comissão encarregada de contrair nos Açores um empréstimo de um milhão de réis para apoio ao exército liberal. No dia seguinte foi-lhe concedido o título de visconde de Bruges.
Terminada a guerra civil, logo em 1834 foi eleito deputado às Cortes pelo círculo da então Província Ocidental dos Açores, mas não consta que tenha prestado juramento. No ano seguinte, por decreto de 1 de Outubro de 1835, foi nomeado Par do Reino, entre os primeiros nomeados do novo regime. Tomou posse na Câmara dos Pares a 26 de Fevereiro de 1836, passando, durante as suas idas a Lisboa, a frequentar a Câmara onde se dedicou essencialmente à defesa dos interesses do seu círculo.
Em 1836 foi nomeado administrador-geral do Distrito de Angra do Heroísmo, funções que exerceu até 1839. No ano de 1847, no contexto da Patuleia, foi eleito Presidente da Junta Governativa de Angra pela Nação e Rainha, ligada à Junta do Porto.
Desempenhou, por várias vezes, as funções de Presidente da Câmara Municipal de Angra, sendo nessas funções, logo em 1833, o primeiro presidente eleito de um município português.
Optou pela ala setembrista do liberalismo, sendo líder do respectivo partido na ilha Terceira. Aderiu ao Partido Histórico, sendo o seu líder no Distrito de Angra do Heroísmo até ao seu falecimento.
Por carta régia de 6 de Agosto de 1863 foi-lhe concedido o título de conde da Vila da Praia da Vitória. Era também fidalgo cavaleiro da Casa Real, comendador da Ordem de Cristo e tinha o posto honorário de Coronel Comandante do Batalhão de Voluntários da Rainha. Foi condecorado com a Medalha n.º 9 das Campanhas da Liberdade.
Esteve envolvido em múltiplas iniciativas de beneficência, devendo-se-lhe a fundação de escolas, asilos e outras instituições benemerentes nas três ilhas que formavam o então Distrito de Angra. Em consequência dessas actividades e da sua intervenção como financiador da causa liberal, foi obrigado a vender a maior parte das suas terras, sendo essa venda uma das razões que permitiram a quase inexistência de latifúndios na ilha Terceira e o equilíbrio socio-económico de que a ilha beneficia desde os finais do século XIX. O processo de desagregação da poderosa Casa dos Condes da Praia terminaria duas gerações depois com a renúncia ao título de 3.º visconde de Bruges, por insuficiência económica, feita pelo seu neto Teotónio Octávio de Ornelas Bruges.
Faleceu na freguesia de São Pedro de Angra, na sua Quinta da Estrela, em 25 de Outubro de 1870. Atestando a enorme influência e popularidade de que gozava, o seu funeral foi a maior manifestação popular da história da ilha, juntando cerca de 20 000 pessoas, um número jamais batido.
O conde da Praia tinha casado duas vezes, a primeira, a 16 de Março de 1833, com Elvira Esmeraldo Monteiro, filha de um abastado comerciante da Madeira, e a segunda, a 25 de Abril de 1853, com Emília Amélia de Almeida Tavares do Canto, filha de um destacado morgado miguelista. Teve filhos de ambos os casamentos.
Um seu filho, Jácome de Ornelas Bruges de Ávila Paim da Câmara, 2.º visconde de Bruges e 2.º conde da Vila da Praia da Vitória, sucedeu-o na liderança do Partido Histórico, sendo eleito deputado, continuando a sua obra política. Um outro filho, Teotónio Simão Paim de Ornelas Bruges, também foi deputado às Cortes e líder do Partido Progressista. Era cunhado de Pedro Homem da Costa Noronha Ponce de Leão, o visconde de Noronha, outro influente político açoriano.
No salão nobre dos Paços do Concelho de Angra do Heroísmo existe um retrato a óleo de Teotónio de Ornelas Bruges, visconde de Bruges, executado pelo pintor italiano Giorgio Marini. O retrato foi descerrado em cerimónia realizada a 1 de Janeiro de 1874, recordando aquele que, logo após a instauração do regime constitucional, foi o primeiro Presidente de Câmara eleito em Portugal.
O centenário do nascimento do Conde da Praia foi celebrado em 1907 com grande pompa e circunstância, merecendo edição especial dos periódicos angrenses e larga cobertura pela imprensa de todas as ilhas açorianas. O segundo centenário do seu nascimento foi celebrado em Abril de 2007 por um ciclo de conferências e palestras e por um conjunto de outras celebrações, incluindo uma sessão comemorativa nos paços do concelho de Angra do Heroísmo.

## Relações familiares
Foi filho de André Eloy Homem da Costa Noronha (30 de novembro de 1770 — 9 de dezembro de 1813) e de Rita Pulquéria de Ornelas Paim da Câmara (15 de junho de 1778 — 3 de outubro de 1823). Casou por duas vezes: (1) a primeira, a 16 de março de 1833, com Ana Favila Esmeraldo Monteiro (Nova Iorque, 16 de junho de 1804 — Angra, 24 de janeiro de 1838); e (2) a segunda, a 25 de abril de 1853, com Emília Amélia de Almeida Tavares do Canto (Angra, 4 de junho de 1816 — Angra, 20 de outubro de 1869).
- Do primeiro casamento, com Ana Monteiro, nasceram os seguintes filhos:

1. Jácome de Ornelas Bruges de Ávila Paim da Câmara (14 de dezembro de 1833 &mdah; 20 de janeiro de 1889),  2.º visconde de Bruges e 2.º conde da Vila da Praia da Vitória, casou a 4 de junho de 1860 com Maria Inácia das Mercês Pacheco de Melo de Meneses Forjaz Sarmento de Lacerda.
2. Ana Elvira Leopoldina de Ornelas Bruges Paim da Câmara (Angra, 23 de novembro de 1834 — Angra, 14 de agosto de 1932), casou a 27 de maio de 1857 com Raimundo Martins Pamplona Corte-Real.
3. Rita Pulquéria de Ornelas Bruges Paim da Câmara (Angra, 22 de setembro de 1835 — ) casou a 25 de junho de 1859 com Manuel Moniz Barreto do Couto.
4. Teotónio de Ornelas Bruges Paim da Câmara de Noronha Ponce de Leon (Angra, 26 de outubro de 1836 — Lisboa, 20 de janeiro de 1907), casou a 29 de abril de 1869 com Eugénia Clementina de Lima Mayer.

- Do segundo casamento, com Emília Tavares do Canto, nasceram os seguintes filhos:

1. Teotónio Simão Paim de Ornelas Bruges (Angra, 22 de setembro de 1841 — Angra, 27 de agosto de 1936), funcionário público e político, casou com Maria Clara Pereira Forjaz Sarmento de Lacerda.
2. Maria de Ornelas Bruges Paim da Câmara (Angra, 17 de março de 1847 — Lisboa, 7 de junho de 1917), casou com Jorge de Lemos Bettencourt de Almeida Monjardino.
3. Maria Elvira de Ornelas Bruges Paim da Câmara (Angra, 16 de julho de 1848 — Angra, 6 de dezembro de 1926), casou com José Inácio de Almeida Monjardino.
4. Francisco de Ornelas Bruges Paim da Câmara (Angra, 30 de outubro de 1849 — Pará, 1877), viveu em Angola, onde terá casada com uma criada angolana, e depois foi para o Pará, Brasil, onde faleceu em 1877.[1]
5. Maria Paula de Ornelas Bruges Paim da Câmara (Angra, 26 de janeiro de 1851 — Angra, 3 de novembro de 1928), casou a 15 de fevereiro de 1871 com Francisco Moniz Barreto do Couto.
6. André Eloi de Ornelas Bruges Paim da Câmara (Angra, 17 de abril de 1852 — Angra, 31 de julho de 1916), casou, em 21 de novembro de 1874 com Emília Cândida.
7. João de Ávila de Ornelas Bruges Paim da Câmara, (Angra, 21 de julho de 1853 &mdash: Espinho, 17 de dezembro de 1941), casou com Francisca Martin Sanchez e depois com Cremilde dos Santos Calixto.
8. Maria Francisca de Ornelas Bruges Paim da Câmara (Angra, 31 de março de 1856 — Angra, 2 de março de 1939), casou a 24 de novembro de 1873 com D. Henrique de Menezes de Brito do Rio.

- Fora do casamento teve os seguintes filhos:

1. Maria Teotónia de Ornelas Bruges (Angra, 1830 — Angra, 3 de abril de 1907), casou a 8 de outubro de 1849 com Joaquim de Almeida Tavares do Canto.
2. Maria Amélia de Ornelas Bruges (Angra, 1832 — Angra, 9 de abril de 1916), casou a 18 de setembro de 1871 com João Francisco de Oliveira Bastos.